# Paulo Braga (Pianist)
Paulo Braga Guimarães (* 10. Oktober 1963 in Jundiaí/Bundesstaat São Paulo) ist ein brasilianischer Pianist, Komponist, Arrangeur und Musikpädagoge.

## Leben
Braga studierte Klavier am Konservatorium von Tatuí. Dort gründete er 1990 die Abteilung für Música Popular, die er bis 1998 leitete, und war bis 2008 Professor für Klavier und Ensemblespiel. Außerdem leitete er bis 2003 die Abteilung für Música Popular an der Universidade Livre de Música in Sao Paulo, wo er ebenfalls Klavier und Ensemblespiel unterrichtet. Von 1999 bis 2002 war er Professor für Ensemble-, Klavier- und Arrangementpraxis an der Universidade Estadual de Campinas (UNICAMP). Er gab Kurse beim Festival de Férias de Tatuí, dem Festival de Férias de Londrina, dem Festival de Férias de Curitiba und dem Festival de Inverno de Ourinhos und leitete acht Jahre lang gemeinsam mit Paulo Flores das jährliche Festival Brasil Instrumental.
Als Solist trat Braga mit Orchestern und Ensembles wie der Banda Sinfônica, dem Orquestra Jazz Sinfônica do Estado de São Paulo, dem Royal Philarmonic Concert Orchestra, der Camerata Villa Lobos und der Camerata Antiqua de Curitiba auf. 1988 schloss er sich der Gruppe von Arrigo Barnabé an. Mit den Saxophonisten und Flötisten Mané Silveira und dem Schlagzeuger Guello gründete er 1996 das Trio Bonsai, das zwei CDs, teils mit seinen Kompositionen, einspielte. 
2005 gründete er mit der Flötistin Andrea Ernest und dem Schlagzeuger Marcos Suzano das Trio 3-63. Mit diesem nahm er am Festival Vision du Brésil am Centre National de Musique teil. 2006 gehörte er zum Begleitensemble von Monica Salmaso bei deren Europatournee.

## Diskographie
- Trio Bonsai: Bonsai Machine, 1996
- Trio Bonsai: Desdobraduras, 2001
- Ao vivo em Porto (mit Arrigo Barnabé), 2008
- Trio 3-63: Sambatown, 2009
- Muita calma nessa hora, 2009
- N101 (mit Lupa Santiago), 2014
- Manhã (mit Lupa Santiago), 2015